# Nima Milășelului
Nima Milășelului – wieś w Rumunii, w okręgu Marusza, w gminie Crăiești. W 2011 roku liczyła 8 mieszkańców.